# ザ・リーヴ

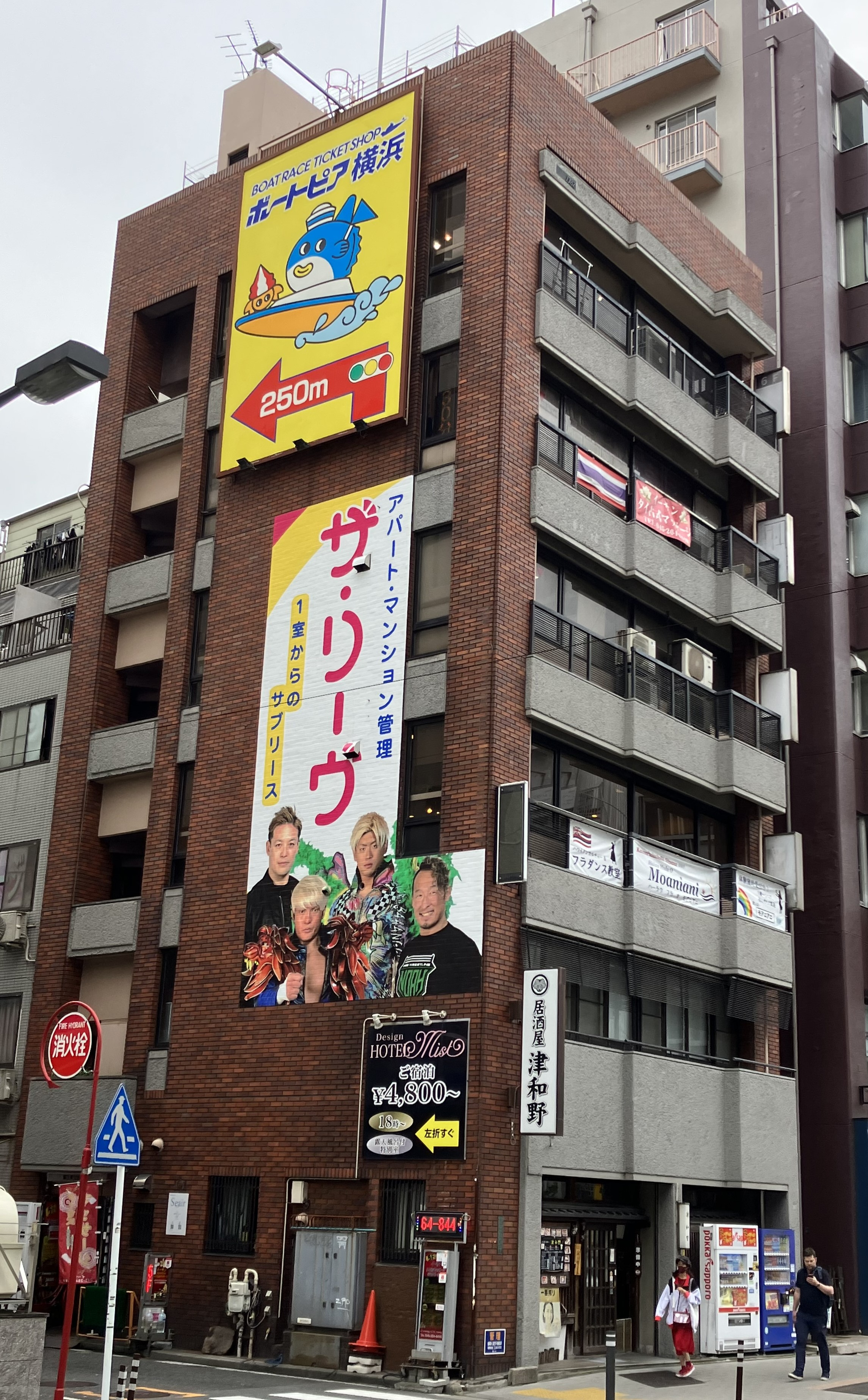
ザ・リーヴの広告

ザ・リーヴは、神奈川県横浜市西区に本社を置く日本の不動産会社。正式な社名はリーヴライフ トゥエンティーワン（毛髪クリニックリーブ21とは無関係）。

## CM
2005年よりプロレスリング・ノア所属の選手が出演するCMを制作している。社長がアントニオ猪木のファンであったが、社名が似ているリーブ21が新日本プロレスを起用したCMを作成したため、プロレスリング・ノアを起用したCMを制作するようになった。
社長はザ・グレート・カブキを介してノアの三沢光晴を紹介してもらった。
CMがテレビ東京の番組「ゴッドタン」の枠で放送されており、「ゴッドタン」が特番放送の際、放送枠が変わったためザ・リーヴのCMが流れなかった時にはプロデューサーの佐久間宣行にTwitterでクレームが入ったという。